# بلاذر شبه قلبي
بلاذر شبه قلبي (الاسم العلمي: Anacardium subcordatum) هو نوع من النباتات يتبع جنس البلاذر من فصيلة البلاذرية.